# La Chasse au nègre
La Chasse au nègre est une statue en marbre sculptée par Félix Martin, en 1873. Elle est conservée au musée La Piscine, à Roubaix.

## Histoire

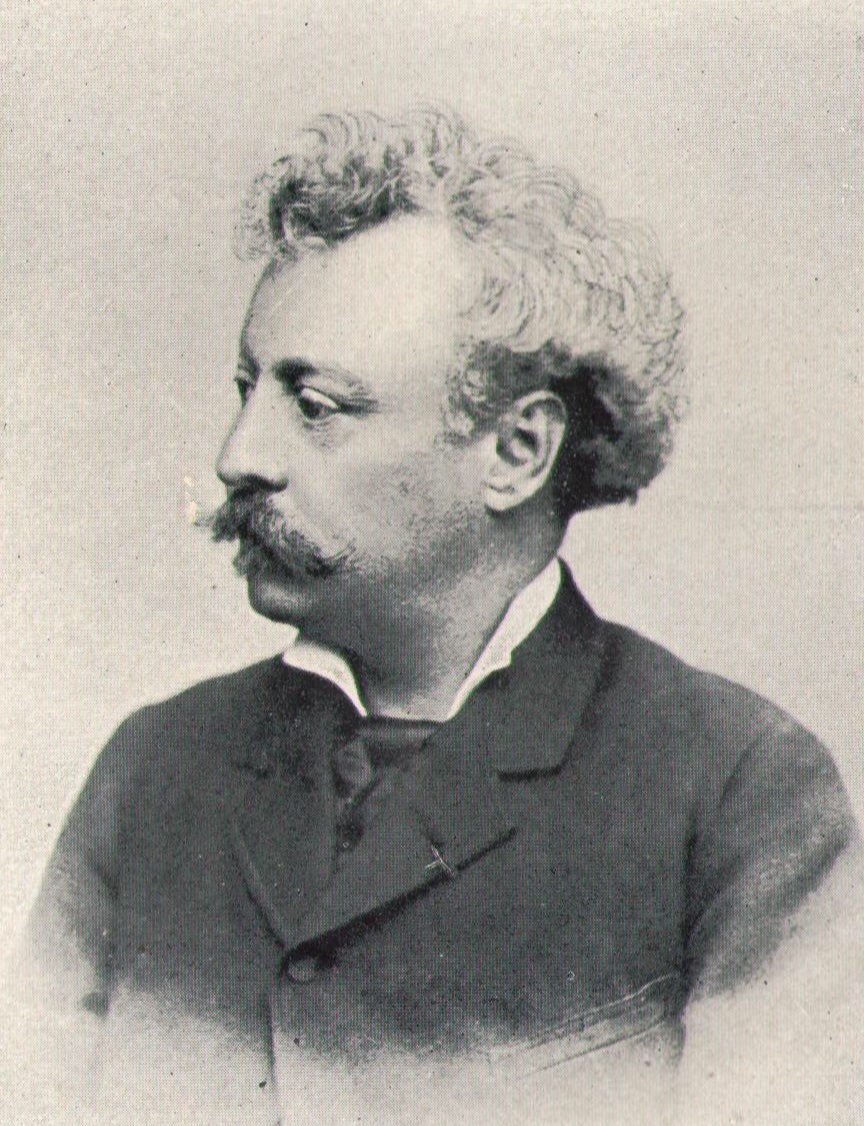
Félix Martin.

Félix Martin est un sculpteur sourd de naissance qui est instruit à l'Institut national des jeunes sourds de Paris puis l'École nationale supérieure des beaux-arts et fréquente l'École française de Rome. Les sourds s'expriment par la langue des signes et sont parfois vus comme des singes par les entendants.
La création de l’œuvre intervient dans un contexte où les abolitions restent récentes : l'esclavage est aboli au Royaume-Uni entre 1833 et 1838, pour la seconde fois en France en 1848, mais il perdure aux États-Unis jusque 1865.
Sensible à la condition des esclaves afro-américains, Félix Martin expose ce groupe sculpté au Salon de 1873 avec un titre choc, La Chasse au nègre, qui illustre une pratique courante dans les plantations américaines et françaises : la traque des esclaves fugitifs avec des molosses dressés à cet effet. Il  réalise ainsi l’une des très rares évocations sculptées de cette pratique cruelle.
La statue est achetée par l'État français en 1873 et entre l'année suivante musée d'Évreux.
Dans les années 1930 qui glorifient l'empire colonial français, l’œuvre vient contredire ce message. L'Institut colonial interpelle le Ministère de l'instruction publique et des Beaux-arts le 8 février 1932. Très rapidement, le préfet de l'Eure est sommé de cesser d'exposer l’œuvre ou de la renommer. « La chasse au nègre » est alors renommé « Un Noir attaqué par un molosse », lui enlevant toute sa charge antiesclavagiste,.
Tombée dans l'oubli, exposée sans contexte à l'Hôtel de ville d’Évreux, attribuée au dépôt du Centre national des arts plastiques en 1999, l'œuvre est de nouveau exposée depuis 2001, au musée La Piscine à Roubaix.
La sculpture fait l'objet d'un film documentaire de Stefania Rousselle diffusé sur France 5 en 2016,. 
Une version en bronze est réalisée peu après la sculpture d'origine pour être exposée à l'exposition universelle de 1876 à Philadelphie avant de revenir en France, où l'on perd sa trace.

## Caractéristiques
Ce groupe sculpté en marbre blanc est composé de deux éléments, le corps quasi-nu d'un jeune noir et un molosse qui le saisit à la gorge. Le noir, le bras droit appuyé sur le sol, le torse dressé, tente de se dégager de l'emprise des morsures du chien en le repoussant de sa main gauche. Le molosse appuie sa patte avant gauche sur la cuisse gauche de l'homme, repliée vers l'avant. La patte avant droite de l'animal appuie sur le torse de l'individu qui tourne la tête vers la gauche en grimaçant de douleur. Le sol est tapissé de feuillage.